# Gran Ducado de Flandrensis
El Gran Ducado de Flandrensis (en neerlandés: Groothertogdom Flandrensis) es una micronación ubicada en cinco islas frente a las costas de la Antártida Occidental: Isla Siple, Isla Cherry, Isla Maher, Isla Pranke y la Isla Carney, fundada en 2008 por el belga Niels Vermeersch.
Flandrensis no tiene reconocimiento legal por ningún país miembro de las Naciones Unidas,mas es miembro observador acreditado de la Asamblea de las Naciones Unidas sobre el Medio Ambiente.Desde el 2021, Flandrensis está registrado en el Reino de Bélgica como “vzw Groothertogdom Flandrensis" (Gran Ducado de Flandrensis, OSAL) y posee una embajada en la localidad de Langemark-Poelkapelle, en la provincia de Flandes Occidental, desde la cual el gobierno de Flandrensis opera.

## Toponimia
Flandrensis es un topónimo el cual su significado viene de la región belga de Flandes, país de dónde su fundador Niels Vermeersch es originario.

## Historia
El Gran Ducado de Flandrensis fue fundado el 4 de septiembre del año 2008 por Niels Vermeersch. Esta micronación tomó su nombre del Condado medieval de Flandes (Pagus Flandrensis).
Flandrensis está considerada por el mismo fundador como un pasatiempo. Siendo también una de las pocas micronaciones con sus propias tarjetas de identidad, moneda (Flandris), periódico, constitución e incluso himno nacional. Flandrensis es también una simulación política de los partidos políticos, como el FPAP (Partido Pirata), DRP (Realismo), NPF (Nacionalista), FDUP (Sindicalista), FL-AL (Solidaridad), Lijst Govaert (Partido Liberal) y L&S (Republicano) y organiza las elecciones anuales. El profesor Alastair Bonnett de la Universidad de Newcastle describió al Gran Ducado de Flandrensis como un ejemplo de un micronación que se inspira en un ayuntamiento en el que los jóvenes aprenden a tomar decisiones. El fundador también describe Flandrensis como una organización cultural. 
En 2012 la micronación estuvo compuesta por 128 ciudadanos de 28 nacionalidades diferentes.
Fuera del Internet las actividades de Flandrensis están restringidas a la región alrededor de Roeselare. Flandrensis tiene también una asociación que une sólo micronaciones de habla holandesa: el Gran Ducado de Flandrensis, el Principado de Arkel y el Ducado de Campinia. Este Ducado se ha mencionado en los medios regionales belgas como el Krant van West-Vlaanderen and Roeselare TV.

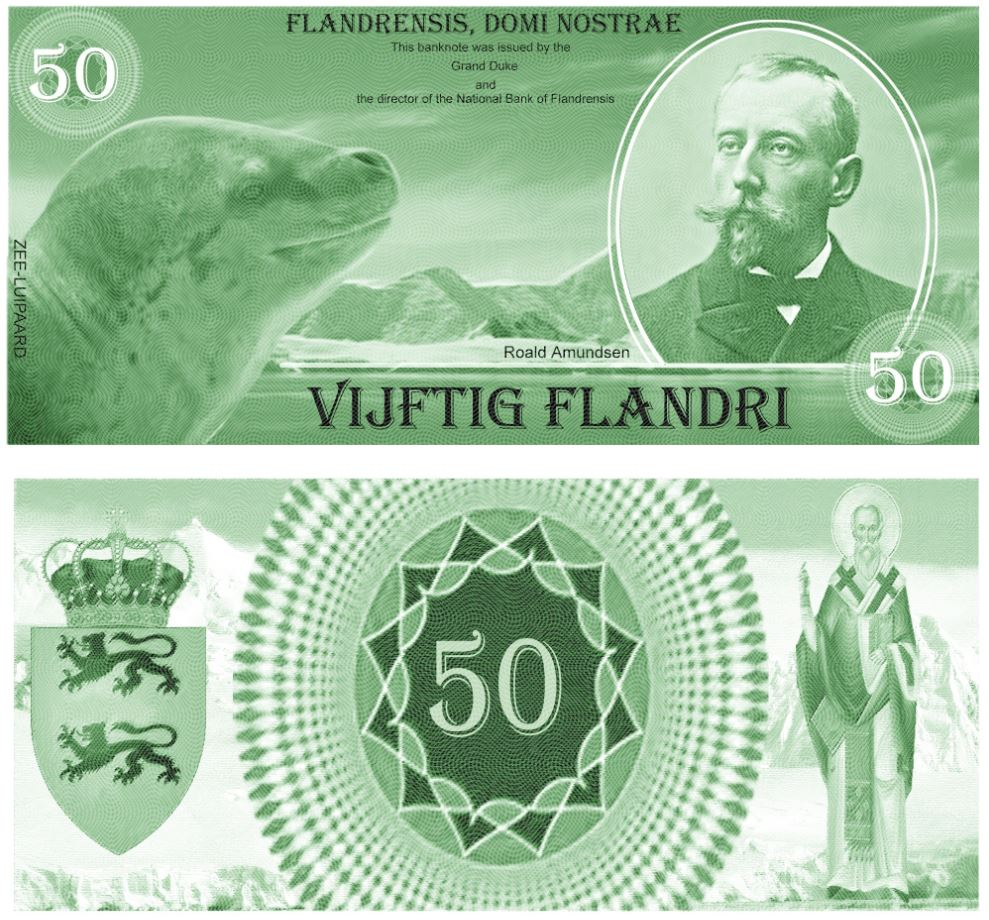
50 Flandris, moneda local.

Después de la participación de Flandrensis en la polinización de 2012 (2ª Conferencia Internacional sobre Micronaciones el 14 de julio de 2012, en Londres) la micronación llamó la atención cuando los periódicos belgas Het Nieuwsblad, Het Belang van Limburg y Gazet van Antwerpen publicaron un artículo sobre Flandrensis como parte de un reportaje sobre micronaciones europeas. En 2015 Flandrensis también estuvo presente en la 3ª Conferencia Internacional sobre micronaciones en Perugia, Italia. Flandrensis es una de los pocas micronaciones cuya cobertura de las elecciones fueron publicadas por los medios locales. En 2014, la micronación fue el tema de la serie de televisión Normale Mensen en el canal belga Één.

## Territorio
Flandrensis es considerado por el fundador como una aventura ecológica, para crear conciencia sobre la fusión del hielo.Las reivindicaciones territoriales de Flandrensis son una declaración a la comunidad internacional y afirman que la micronación es la única nación del mundo que no quiere habitantes en su territorio. Sobre la base de una interpretación del Tratado Antártico (1959), afirma que Flandrensis se ubica en cinco islas frente a las costas de la Antártida Occidental: Isla Siple, Isla Cherry, Isla Maher, Isla Pranke  y la Isla Carney.
Niels Vermeersch envió cartas a las Naciones Unidas, la Unión Europea y a los países firmantes del Tratado Antártico para informarles de su afirmación aunque todos estos ignoraron a Niels y a su reclamo. Debido a las reivindicaciones, un conflicto diplomático con la micronación Westarctica surgió en el año 2010, esto dio lugar a la creación de la Unión micronacional Antártica (UMA). La cobertura de este conflicto aparecido en Dutch Columbus magazine, Croatian newssite Telegram y en el libro francés Les Micronations. En 2010 el diario digital ruso Chastny Korrespondent publicó un artículo sobre micronaciones antárticas  y describió al Gran Ducado de Flandrensis como el más "resonante" de la Antártida.

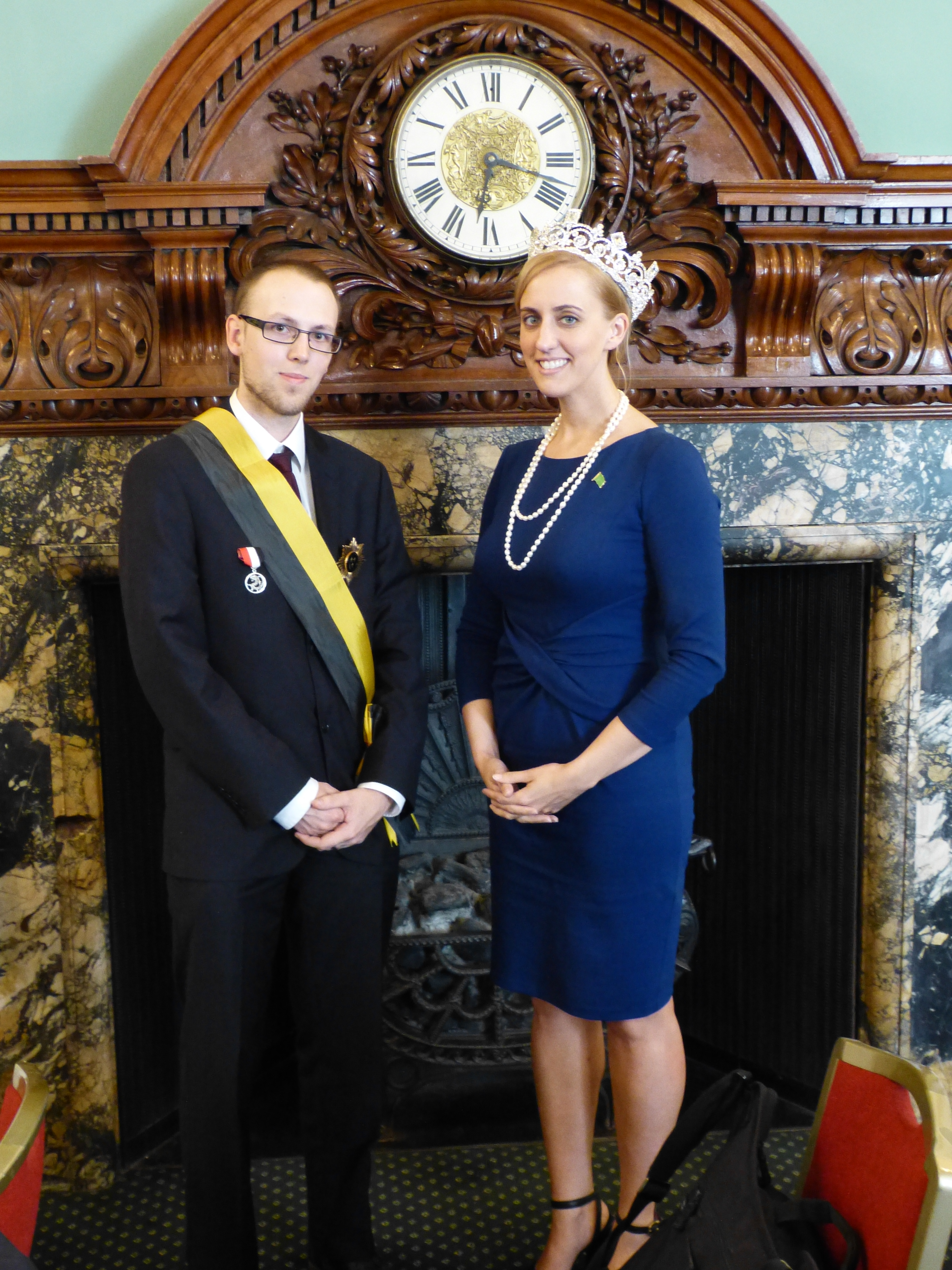
Niels Vermeersch junto a la Reina Carolyn, de la micronación de Ladonia.

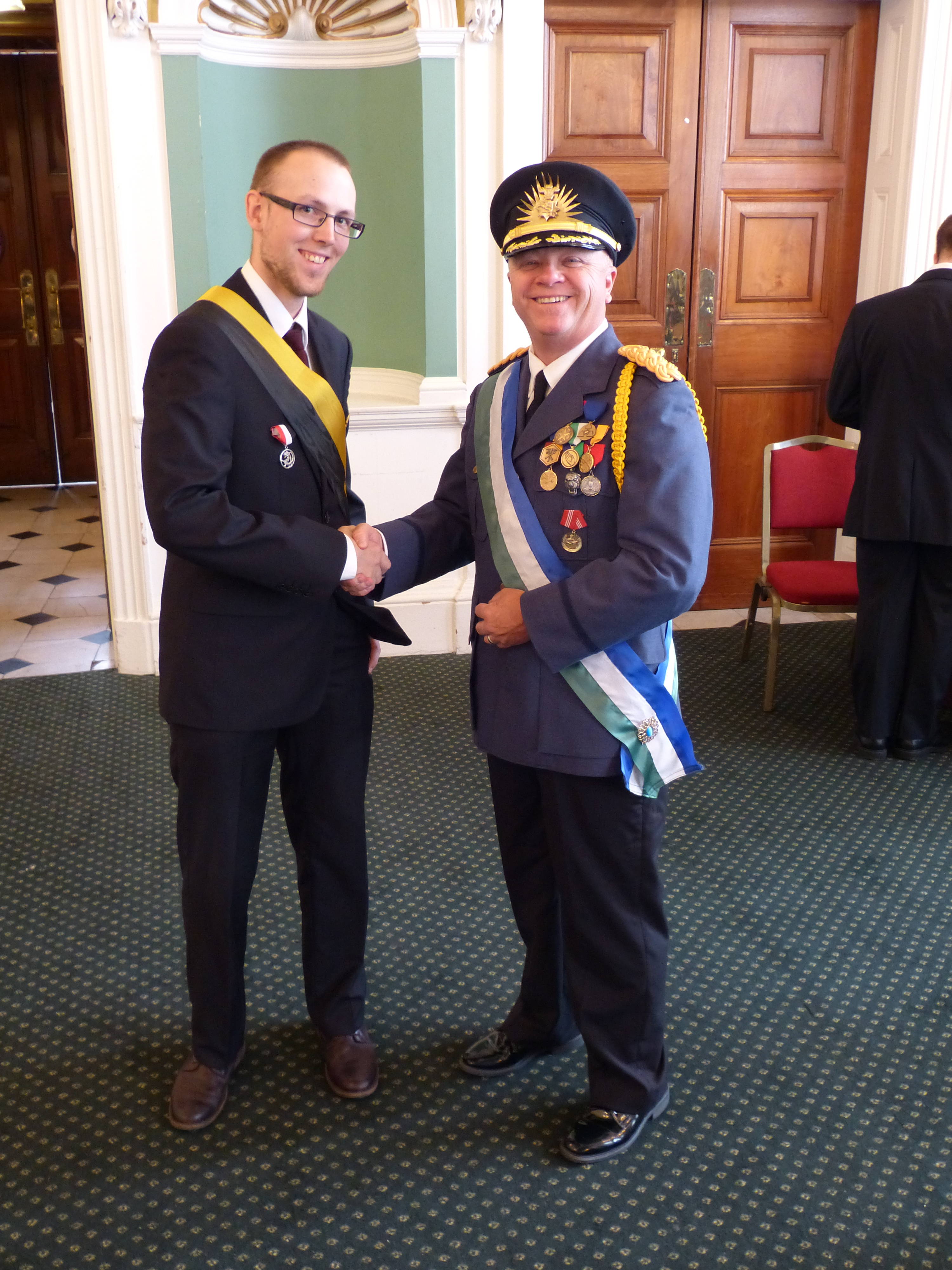
Niels Vermeersch junto a Kevin Baugh presidente de la micronación de Molossia.

## Símbolos nacionales
La creación de la bandera de Flandrensis fue basada en la primera bandera belga de 1830. La banda amarilla de la bandera belga original ha sido reemplazada por blanco cuál simboliza un principio nuevo. Para la misma razón se ubicaron dos leones en el escudo.

## Nobleza micronacional
En 2015 el autor belga Julien Oeuillet publicó el libro Le business des vanités: enquête sur les arnaques à la noblesse (en español Tocadores de negocio: encuesta de una estafa a la nobleza) sobre el tema de las estafas y falsas noblezas. El libro menciona varias micronaciones como Hutt River, el Reino de la Araucanía y la Patagonia y Flandrensis. El autor describió a Flandrensis como una forma alternativa y humorística para obtener un título de nobleza.